# Apatía, una película de carretera
Apatía, una película de carretera es una película dramática colombiana de 2012 dirigida y coescrita por Arturo Ortegón y protagonizada por Quique Mendoza, Javier Gardeazábal, José Restrepo y María Dalmazzo. Fue exhibida en el Festival Internacional de Cine de Cartagena en el año 2012.

## Sinopsis
Apatía narra la historia de dos amigos que emprenden un viaje personal por separado en una Semana Santa. Cada uno deberá enfrentar su pasado y encarar su presente en una país lleno de problemas.

## Reparto
- Quique Mendoza - Julián
- Javier Gardeazábal - Lucas
- María Dalmazzo - Ana María
- Héctor Chiquillo - Andrés
- José Restrepo - Eduardo Jiménez
- Elkin Córdoba - Xavier 'Dosequis'
- Julián Díaz - Osman 'Pitufo' Piracue
- Álvaro Rodríguez - Victorino Carrizosa